# Řežabinec
Řežabinec este o arie protejată (arie de protecție specială avifaunistică — SPA) din Republica Cehă întinsă pe o suprafață de 111,01 ha, integral pe uscat.

## Localizare
Centrul sitului Řežabinec este situat la coordonatele 49°15′11″N 14°05′24″E / 49.253056°N 14.09°E.

## Înființare
Situl Řežabinec a fost declarat arie de protecție specială avifaunistică în octombrie 2004 pentru a proteja 1 specie de animale.

## Biodiversitate
Situată în ecoregiunea continentală, aria protejată nu include niciun habitat protejat.
La baza desemnării sitului se află o specie protejată de  păsări: gâscă cenușie (Anser anser).